# María Teresa Cazorla Medina
María Teresa Cazorla Medina (Las Palmas de Gran Canaria, 18 de juny de 1997), coneguda esportivament com Maite Cazorla, és una jugadora de bàsquet espanyola.